# 小行星2757
小行星2757（2757 Crisser）是一颗绕太阳运转的小行星，为主小行星带小行星。该小行星于1977年11月11日发现。
該小行星以發現者塞爾吉奧·巴洛斯（Sergio Barros）和他的妻子克里斯蒂娜·巴洛斯（Cristina Barros）命名。

## 轨道参数
小行星2757的轨道半长轴为3.1622738 UA，离心率为0.203。